# Gauliga Sudetenland
De Gauliga Sudetenland werd opgericht in 1938 nadat Sudetenland geannexeerd werd door nazi-Duitsland. 
De kampioen plaatste zich voor de eindronde om het Duitse landskampioenschap. Na de Tweede Wereldoorlog werden alle Gauliga's opgeheven.

## Erelijst
| Seizoen | Kampioen          | Vicekampioen      |
| 1938-39 | Warnsdorfer FK 07 | Teplitzer FK 1903 |
| 1939-40 | NSTG Graslitz     | NSTG Gablonz      |
| 1940-41 | NSTG Prag         | LSV Pilsen        |
| 1941-42 | LSV Olmütz        | NSTG Prag         |
| 1942-43 | MSV Brünn         | NSTG Budweis      |
| 1943-44 | NTSG Brüx         | NTSG prosetitz    |

Originele Gauliga's: Baden · Bayern · Berlin-Brandenburg · Hessen · Mitte · Mittelrhein · Niederrhein · Niedersachsen · Nordmark · Ostpreußen · Pommern · Sachsen · Schlesien · Südwest-Mainhessen · Westfalen · Württemberg

Gauliga's na 1939: Hamburg · Hessen-Nassau · Köln-Aachen · Kurhessen · Mecklenburg · Moselland · Niederschlesien · Oberschlesien · Osthannover · Schleswig-Holstein · Südhannover-Braunschweig · Weser-Ems · Westmark

Gauliga's in bezette gebieden: Böhmen und Mähren · Danzig-Westpreußen · Elsaß · Generalgouvernement · Sudetenland · Ostmark · Wartheland